# 尹璐
尹璐（？—），女，满族，湖北鄂州人，中华人民共和国政治人物。现任中部战区联合作战指挥中心某保障队总工程师，高级工程师。第十三、十四届全国政协委员。